# Ricardo Lucas Figueredo Monte Raso
Ricardo Lucas Figueredo Monte Raso (São Paulo, 2 mei 1974), ook wel kortweg Dodô genoemd, is een voormalig Braziliaanse voetballer.

## Biografie
Dodô begon zijn carrière bij Nacional, een kleinere club uit São Paulo. Hij speelde voor verscheidene clubs en won in 1996 met Paraná het Campeonato Paranaense. In 1998 won hij met Santos het Campeonato Paulista, waarhij een jaar eerder al topschutter was en werd dat jaar ook topschutter in het Torneio Rio-São Paulo. In 2006 won hij met Botafogo het Campeonato Carioca en werd dat jaar en in 2007 er ook topschutter.
Dodô debuteerde in 1997 in het Braziliaans nationaal elftal en speelde 5 interlands, waarin hij 2 keer scoorde.